# Dzierzązna (gmina)
Dzierzązna (w 1867 Dzierzążna; od 1926 Rossoszyca) – dawna gmina wiejska istniejąca do 1926 roku w woj. łódzkim. Siedzibą władz gminy była Dzierzązna.
W okresie międzywojennym gmina Dzierzązna należała do powiatu sieradzkiego w woj. łódzkim. Jednostkę o nazwie gmina Dzierzązna zniesiono 18 grudnia 1926 roku, w związku z jej przemianowaniem na gminę Rossoszyca. 